# Jekerdal (dal)
Het Jekerdal is een vallei en natuurgebied in het stroomgebied van de rivier de Jeker in België en Nederland. Het Jekerdal ligt voor een groot gedeelte in de Belgische Haspengouw en wordt gescheiden van het Maasdal door het Plateau van Caestert. Langs de Jeker liggen diverse monumentale kastelen en watermolens, alsmede de historische steden Tongeren en Maastricht.

## Het Jekerdal in België

### Bovenloop: tussen Lens-Saint-Servais en Tongeren
De Jeker ontspringt in de buurt van Lens-Saint-Servais in de provincie Luik en meandert daarna door het landschap van de Haspengouw, alternerend tussen Vlaanderen en Wallonië. Aan de bovenloop van de rivier liggen onder andere de plaatsen Geer, Darion, Hollogne-sur-Geer, Grand-Axhe, Petit-Axhe, Borgworm, Hartenge, Liek, Lantremange, Bergilers (Belliek), Grandville (Nederliek), Lens-sur-Geer, Wouteringen, Lauw, Koninksem, Offelken en Tongeren.

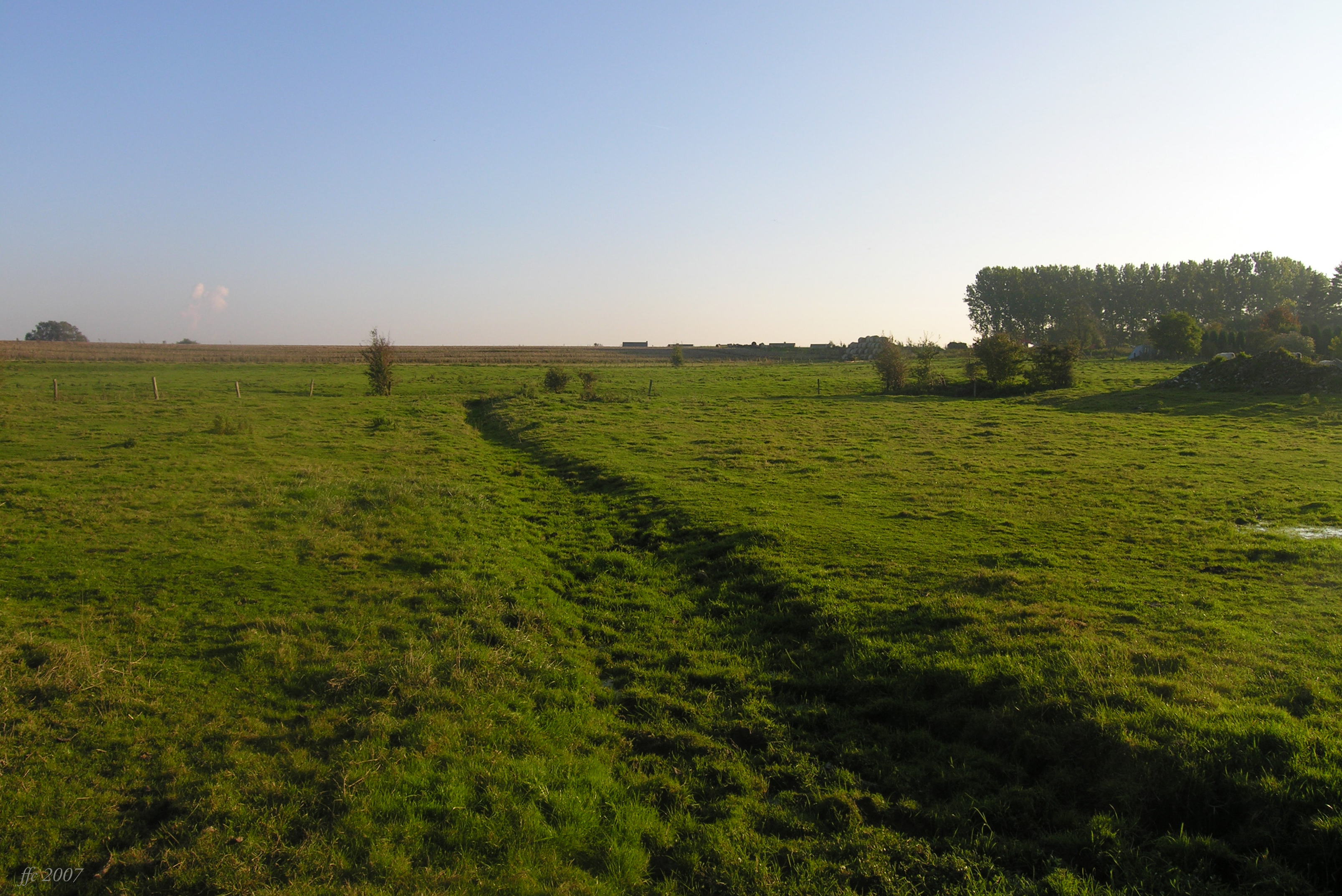
Brongebied Jeker bij Lens-Saint-Servais
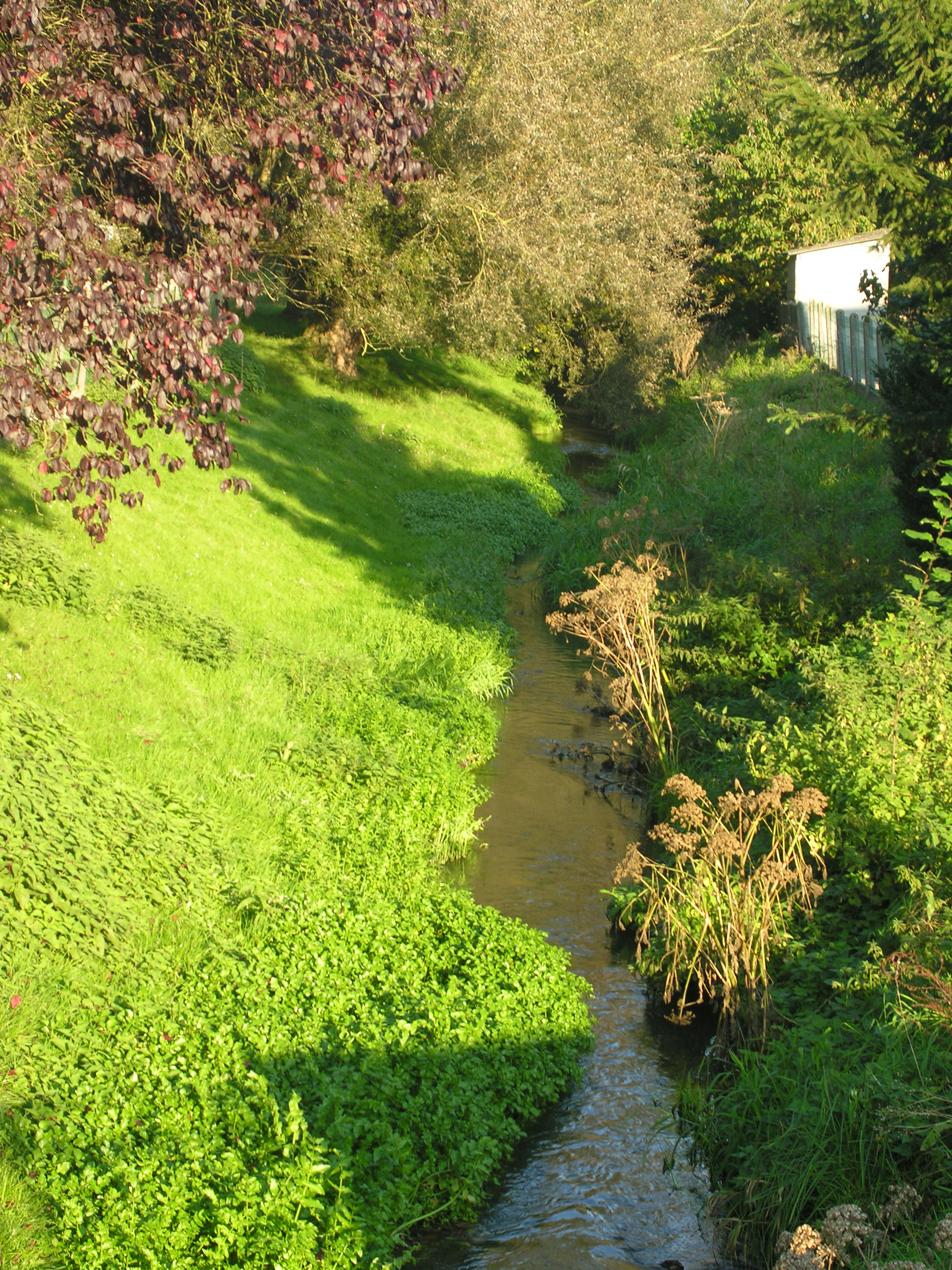
De Jeker bij Hollogne-sur-Geer
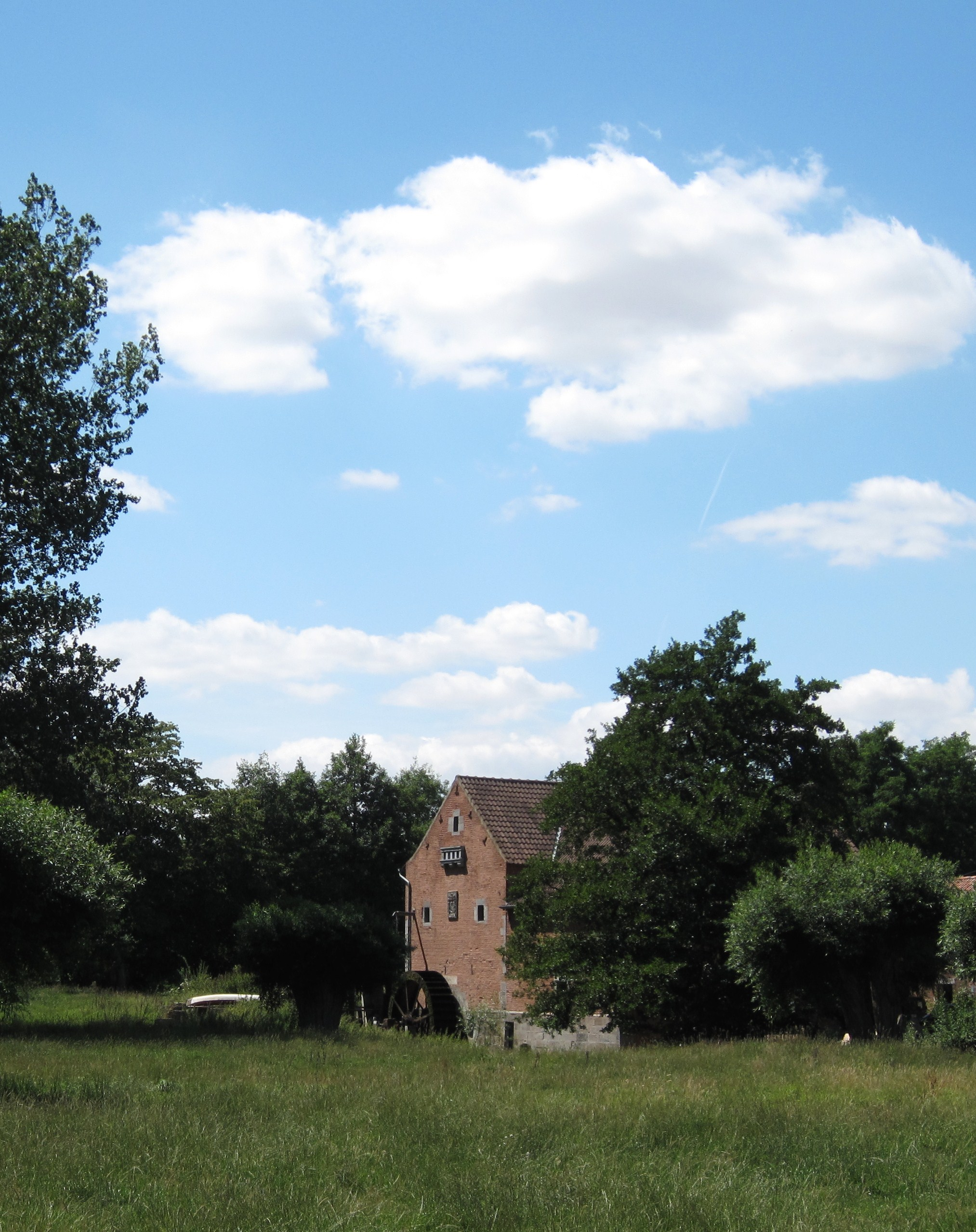
Watermolen bij Hollogne-sur-Geer
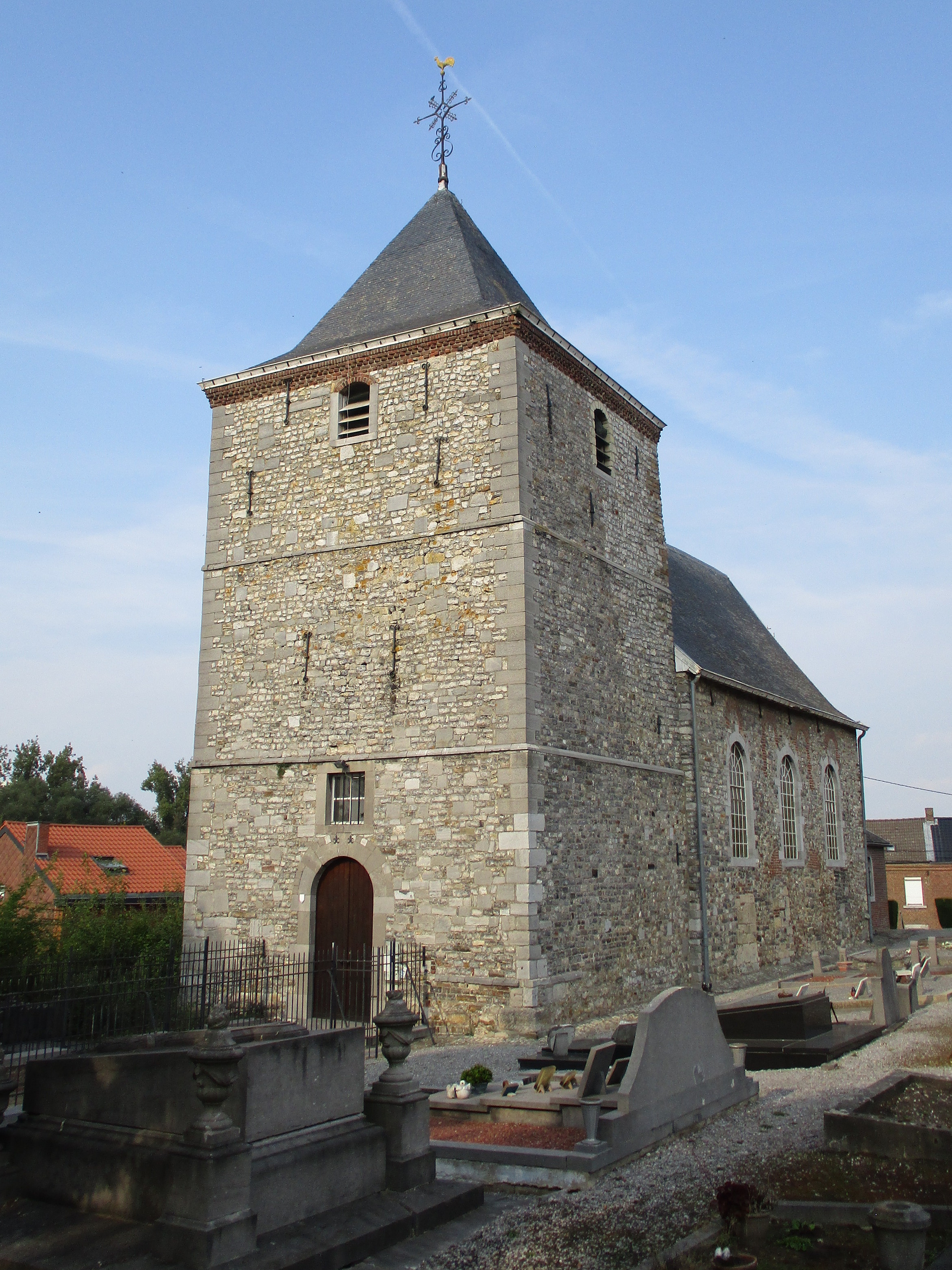
Sint-Hubertuskerk in Lens-sur-Geer

### Benedenloop: tussen Tongeren en Kanne

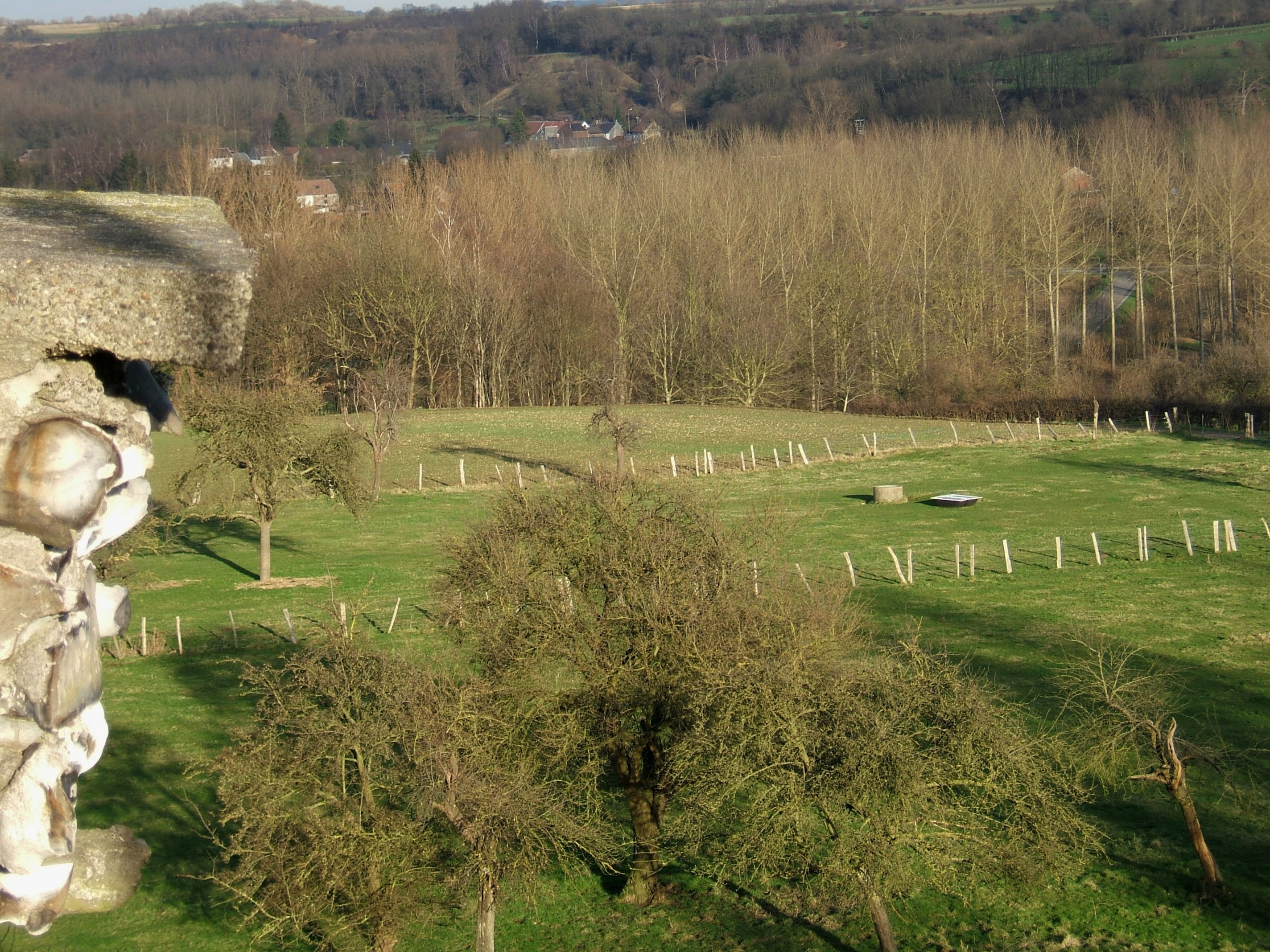
Jekervallei vanaf de toren van Eben-Ezer

Aan de benedenloop van de Jeker (vanaf Tongeren) liggen onder andere de plaatsen Mal, Sluizen, Glaaien (Glons), Boirs, Rukkelingen-aan-de-Jeker (Roclenge-sur-Geer), Bitsingen (Bassenge), Wonck, Eben-Emael en Kanne. Tussen Tongeren en Glons volgen de spoorlijnen 24 en 34 het Jekerdal. Van 1893 tot aan de Tweede Wereldoorlog liep vanaf Glaaien een stoomtramlijn door het dal naar Maastricht. Dit was tramlijn 484 van de Nationale Maatschappij van Buurtspoorwegen.
In de gemeente Bitsingen bevinden zich enkele kalksteengroeves in de Jekervallei. Bij Wonck, eveneens in de gemeente Bitsingen, bevindt zich aan de tunnelingang van de spoorweg Tongeren – Aken het natuurreservaat Coteau du Tunnel, sinds 1976 in beheer bij Natagora, toen nog RNOB geheten. Het gebied bestaat uit een steile, zuidwaarts gerichte helling met schrale kalkgraslanden (o.a. berggamander, kalkaster, kruisbladgentiaan en verschillende orchideeën). In Eben-Emael ligt het natuurgebied Brouhire d’Emael, sinds 2002 een beschermd reservaat met droge kalkgraslanden en beboste taluds. Brouhîre d’Emael sluit aan op het reservaat Tiendeberg in Kanne, samen een aaneengesloten gebied van bijna 9 ha. vormend.
In deze omgeving staat ook de van 1951-65 gebouwde Toren van Eben-Ezer, waarin zich een klein vuursteenmuseum bevindt.
In Kanne is dwars door het Plateau van Caestert (Doorsteek van Caestert) en de Cannerberg een doorsteek gegraven voor het Albertkanaal.

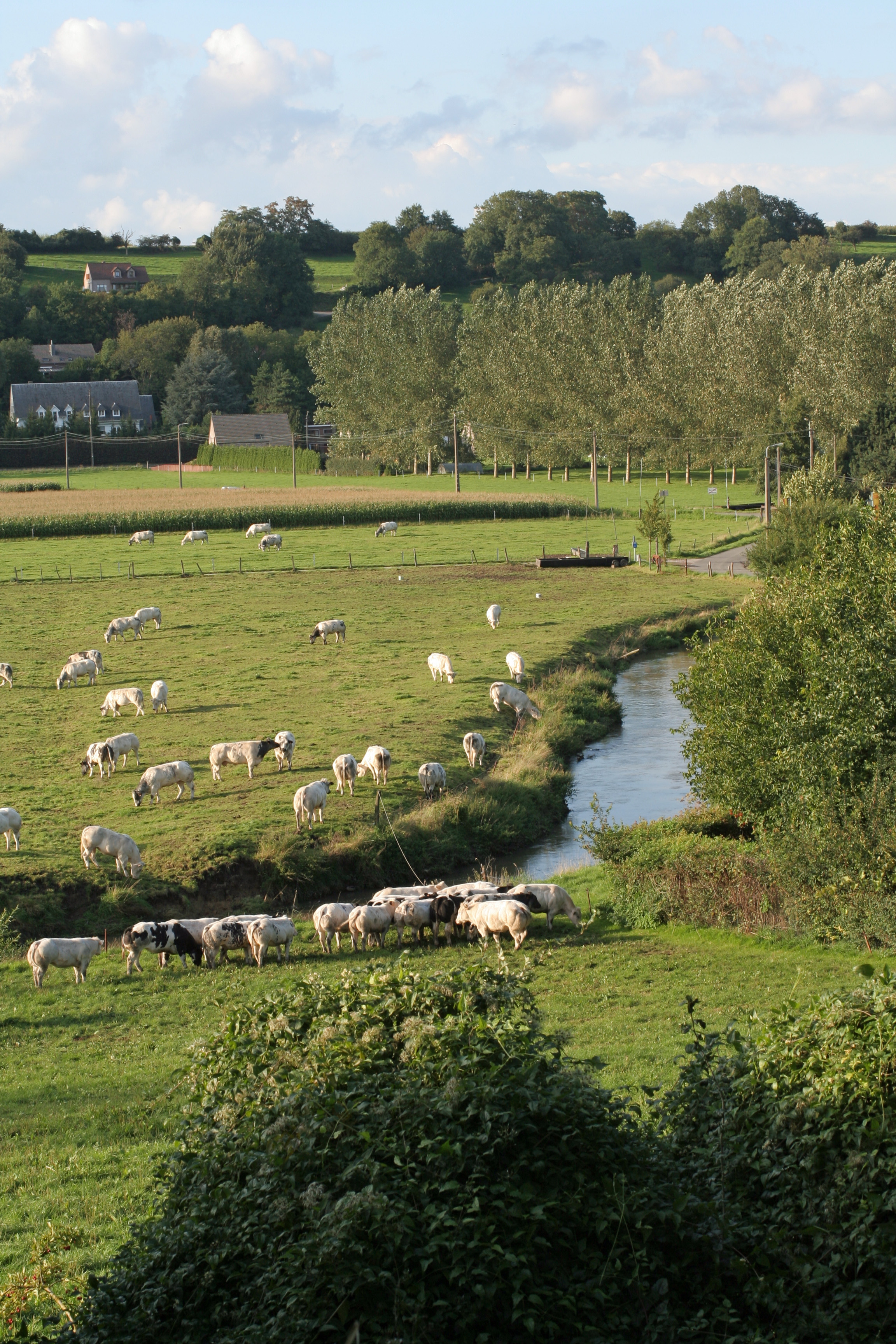
Jekervallei nabij Glaaien
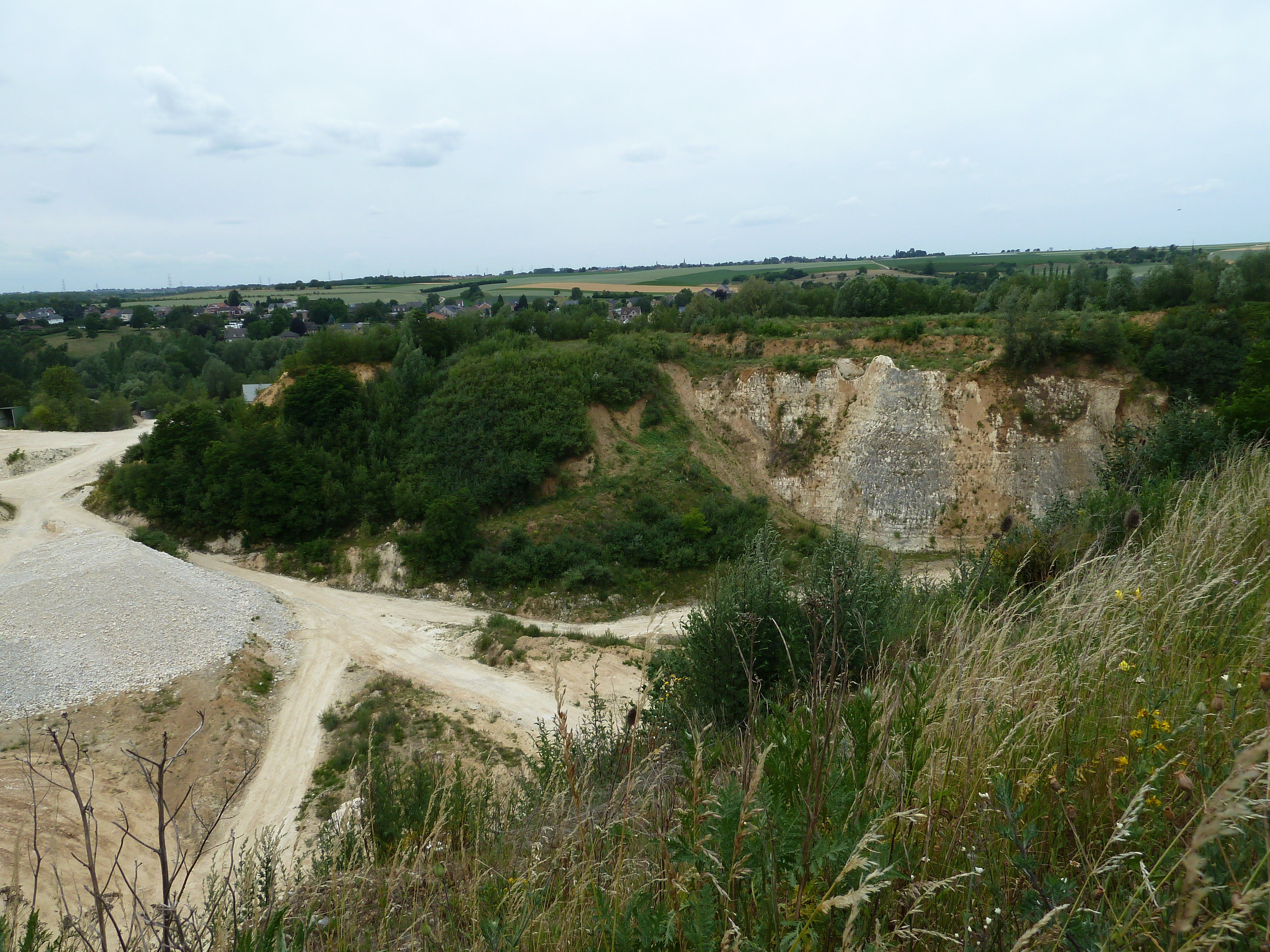
Groeve bij Bitsingen
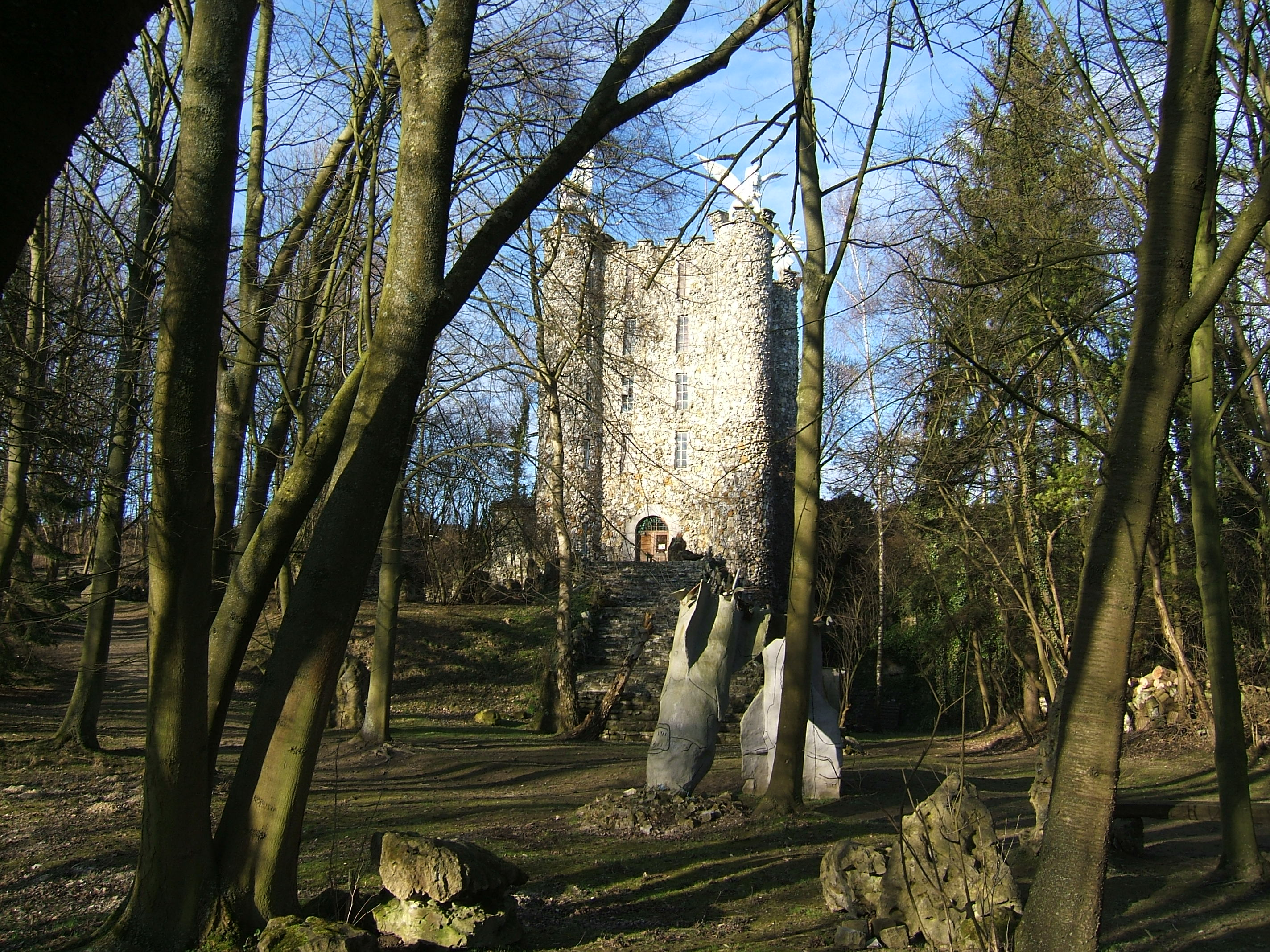
Toren van Eben-Ezer

## Het Jekerdal in Nederland

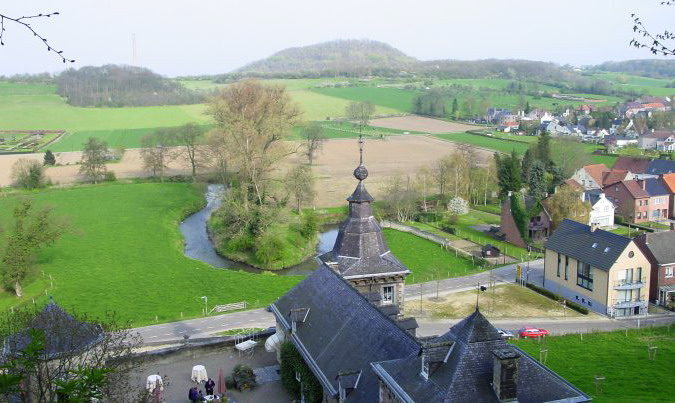
Zicht op het Jekerdal vanaf kasteel Neercanne

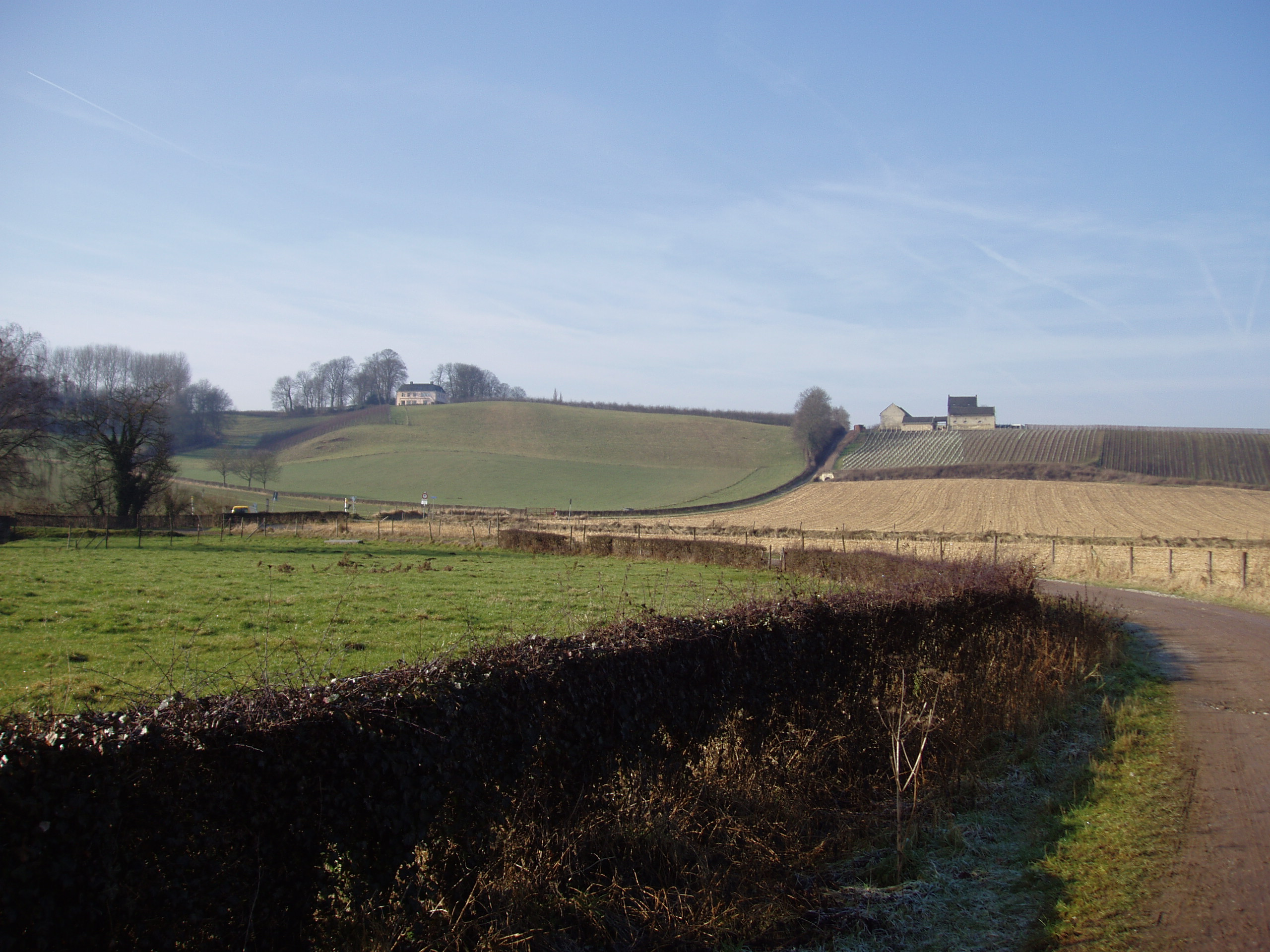
Jekerdal in Maastricht met wijngaarden

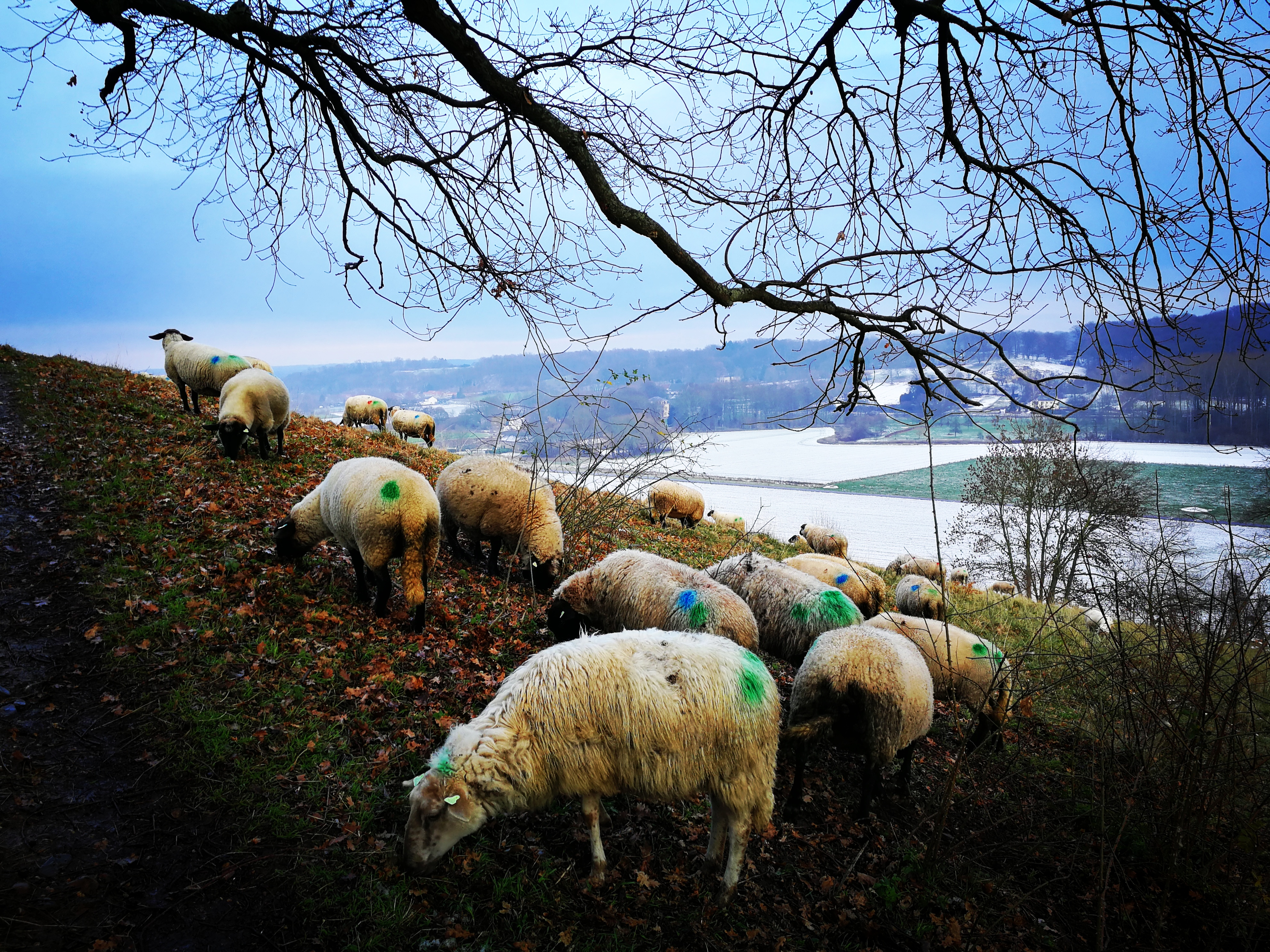
Zicht op Jekerdal vanaf de Louwberg

Het Nederlandse deel van het Jekerdal is onderdeel van het Natura 2000-gebied Sint-Pietersberg en Jekerdal. Het dal is geheel gelegen binnen de gemeente Maastricht en vormt daar een fraai gelegen natuurpark. Het dal biedt een on-Nederlandse aanblik en is in trek bij wandelaars en fietsers. Dit deel van het dal heeft te lijden onder verdroging, als gevolg van een daling van het grondwaterpeil. Dit werd enerzijds veroorzaakt door de aanleg van het Albertkanaal in de jaren 1930 en werd later versterkt door de dieptewinning van mergel in de nabijgelegen ENCI-groeve, waarbij grote hoeveelheden grondwater naar de rivier de Maas werden weggepompt.
Vanaf 2002 zijn door het Waterschap Roer en Overmaas diverse werkzaamheden uitgevoerd in het Jekerdal, waarbij onder andere de gehele Jeker vanaf de Belgische grens tot aan de monding in de Maas is verruimd, zodat een waterafvoer van 25 m3/sec verwerkt kan worden zonder wateroverlast te veroorzaken. Op veel plaatsen zijn de oevers vrij gemaakt van puin en bestortingen, waardoor vrije meandering mogelijk is. De rivieroevers zijn met gevarieerde taludhellingen uitgevoerd; daar waar onvoldoende ruimte tot profielverruiming was of waar infrastructuur aan de oevers moeten worden beschermd, zijn stapelmuren aangebracht van Ardenner grèsstenen, die in een open structuur zijn gestapeld. De migratieobstakels voor vissen zijn opgeheven. Bij Nekum is een bodemhelling in de bodem van de Jeker gemaakt van 1%. Ter hoogte van molen Lombok is een bypass annex visoptrekvoorziening aangelegd. Om het stuwpeil van de molen na aanleg van de bypass te kunnen instellen, is in deze bypass een nieuw stuwwerk gebouwd dat voor vissen passeerbaar blijft. De stuwdrempel van de Zwarte Sluis is evenals Nekum voorzien van een bodemhelling van 1%. De Leeuwenmolen is eveneens voorzien van een vistrap. Daarnaast is een nieuw verdeelwerk in de vorm van een dubbele schuifstuw geplaatst, benedenstrooms is een bodemhelling van 1% gerealiseerd.

### Zuidelijk Jekerdal in Maastricht
In het zuidelijk deel van het Jekerdal in Maastricht ligt Kasteel Neercanne, vlak bij het Belgische dorp Kanne. In de nabijheid van het kasteel heeft de gemeente Maastricht een nieuwe voetgangersbrug gerealiseerd, die een verbinding vormt tussen het Cannerbos en de Sint-Pietersberg, als onderdeel van een grensoverschrijdend bewegwijzerd wandelroutenetwerk.
Aan de Cannerweg en Nekummerweg liggen diverse monumentale panden, onder andere de Nekummermolen en villa Canne in de buurtschap Nekum. In dit gebied liggen tevens twee Nederlandse wijngaarden, Hoeve Nekum en de Apostelhoeve, beide tegen de helling van de Louwberg gelegen.
Bekend is het Poppelmondedal met zijn zeldzame flora en fauna.
Een belangrijk monumentaal ensemble wordt gevormd door de drie (voormalige) watermolens aan de Jekermolenweg, twee op de linkeroever, één op de rechteroever. Best bewaard van de drie rijksmonumenten is de molen van Lombok, een watermolen uit omstreeks 1500 die voornamelijk als korenmolen heeft dienstgedaan. Eind 19e eeuw was de molen eigendom van de Maastrichtse familie van wapenfabrikanten Stevens (later De Beaumont), wier geweren en munitie door het Nederlandse leger werden gebruikt bij de Lombok-expeditie van 1894 - waarna de molen naar het eiland Lombok werd vernoemd. Oorspronkelijk lag tegenover de molen van Lombok, op de rechteroever, nog een watermolen, de molen van Dollaert, maar deze is lang geleden ontdaan van haar waterrad. Ter hoogte van de twee molens is een bypass annex visoptrekvoorziening aangelegd. Om het stuwpeil van de molen van Lombok na aanleg van de bypass te kunnen instellen, is in deze bypass een nieuw stuwwerk gebouwd dat voor vissen passeerbaar blijft.
In de dalwanden van het Jekerdal zijn er verschillende voormalige kalksteengroeves gelegen, waaronder aan de oostkant de Duivelsgrot, Oude Marendalgroeve, Nieuwe Marendalgroeve (verdwenen), Groeve de Tombe, Groeve de Schark, Neven Schark, Groeve van der Zwaan, Grote Ingang en Ancienne Brasserie, en aan de westkant van het dal de Kasteelgroeve, de Jezuïetenberg, Fallenberggroeve, de Apostelgroeve, de Groeve Theunissen I en de Groeve Theunissen II.

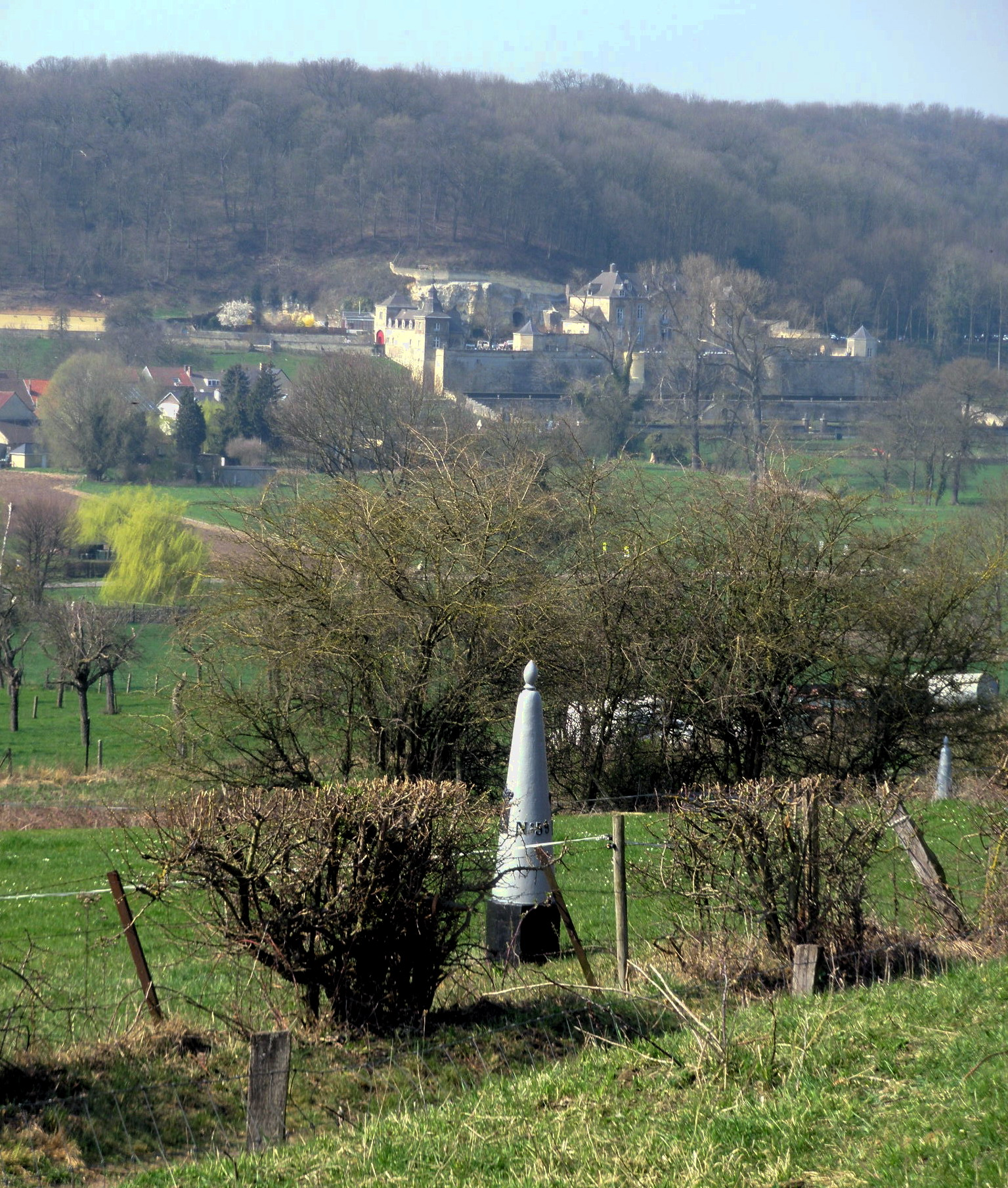
Jekervallei vanaf de St-Pietersberg
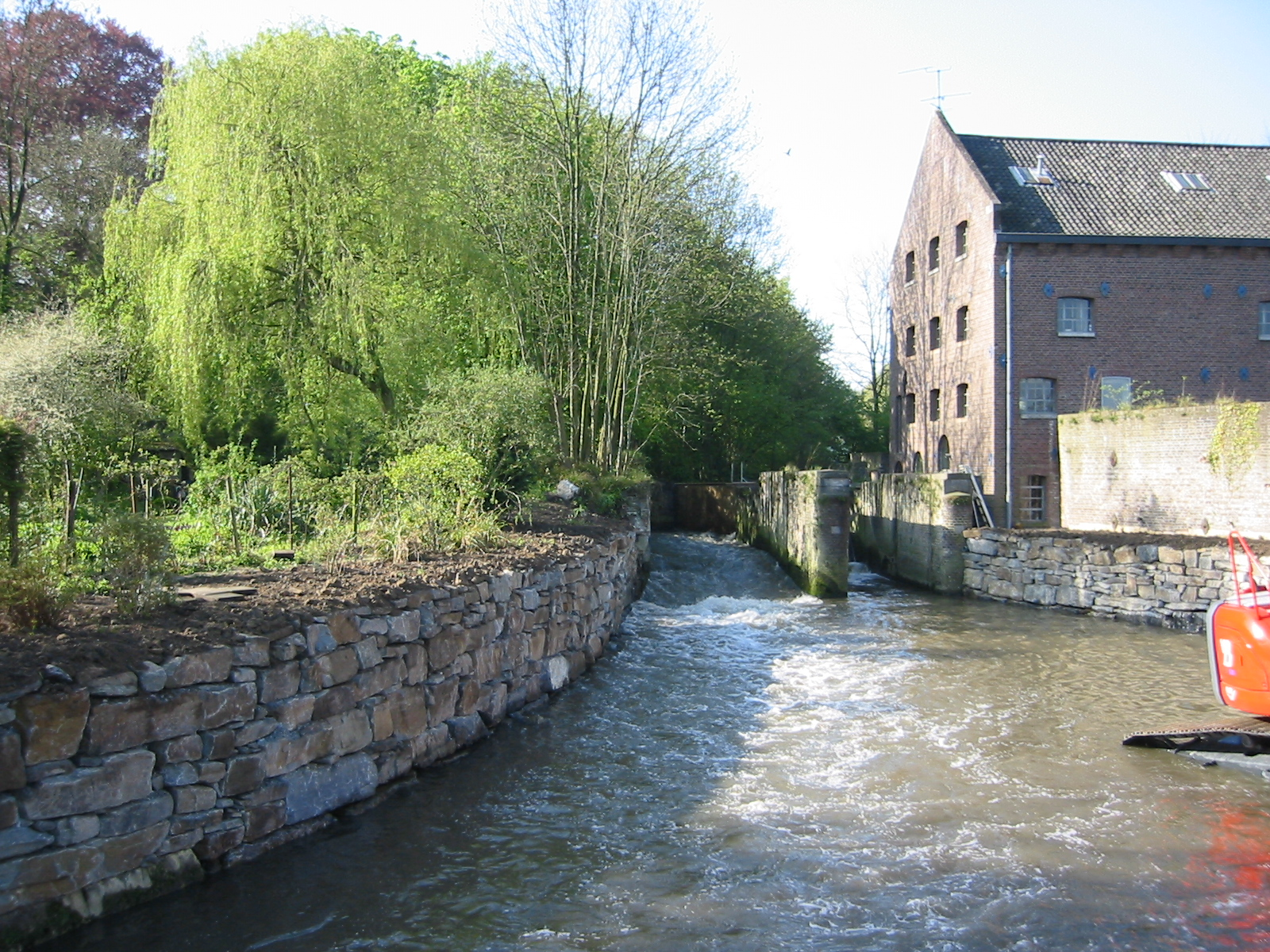
Nekummermolen
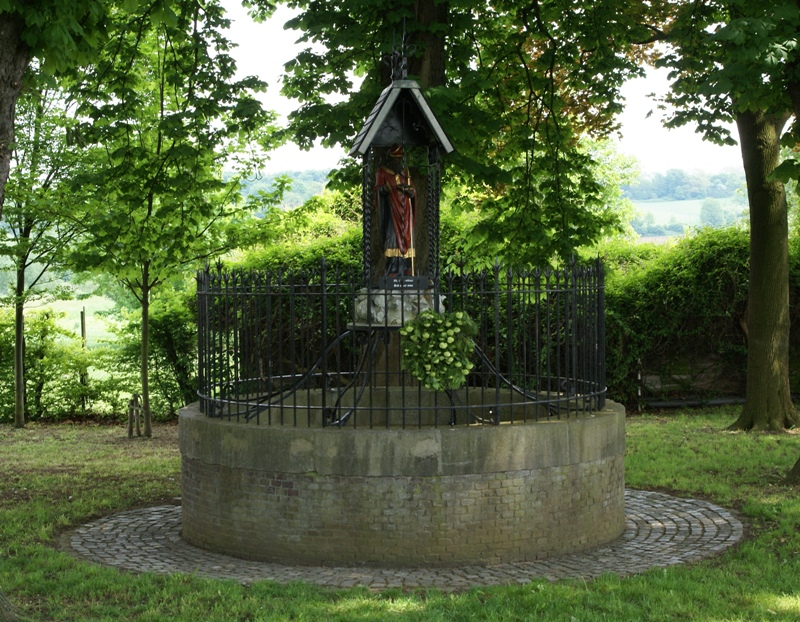
Sint-Servaasbron
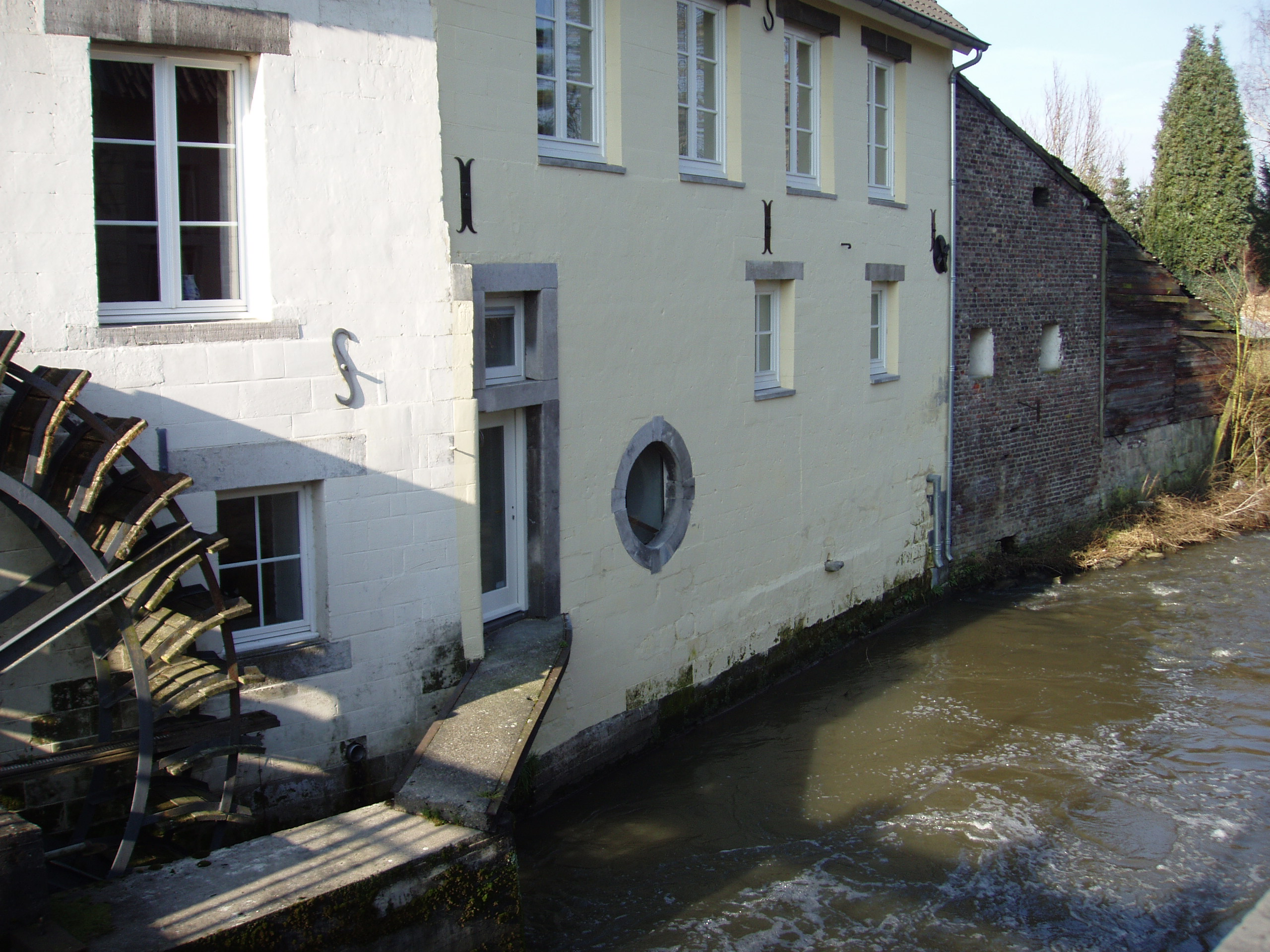
Molen van Lombok

### Noordelijk Jekerdal: Jekerpark en Stadspark
Het ongeveer 7 hectare grote Jekerpark is in 2004 gerealiseerd door de gemeente Maastricht en het Waterschap Roer en Overmaas ten zuiden van de Prins Bisschopsingel. Het park markeert de overgang tussen stad en platteland en is ingericht als een glooiende weide. Het Stadspark Maastricht sluit aan op het Jekerpark en vormt het sluitstuk van het Jekerdal, voordat de Jeker - nadat een zijtak zich een weg door het Jekerkwartier heeft gebaand - in de Maas stroomt.

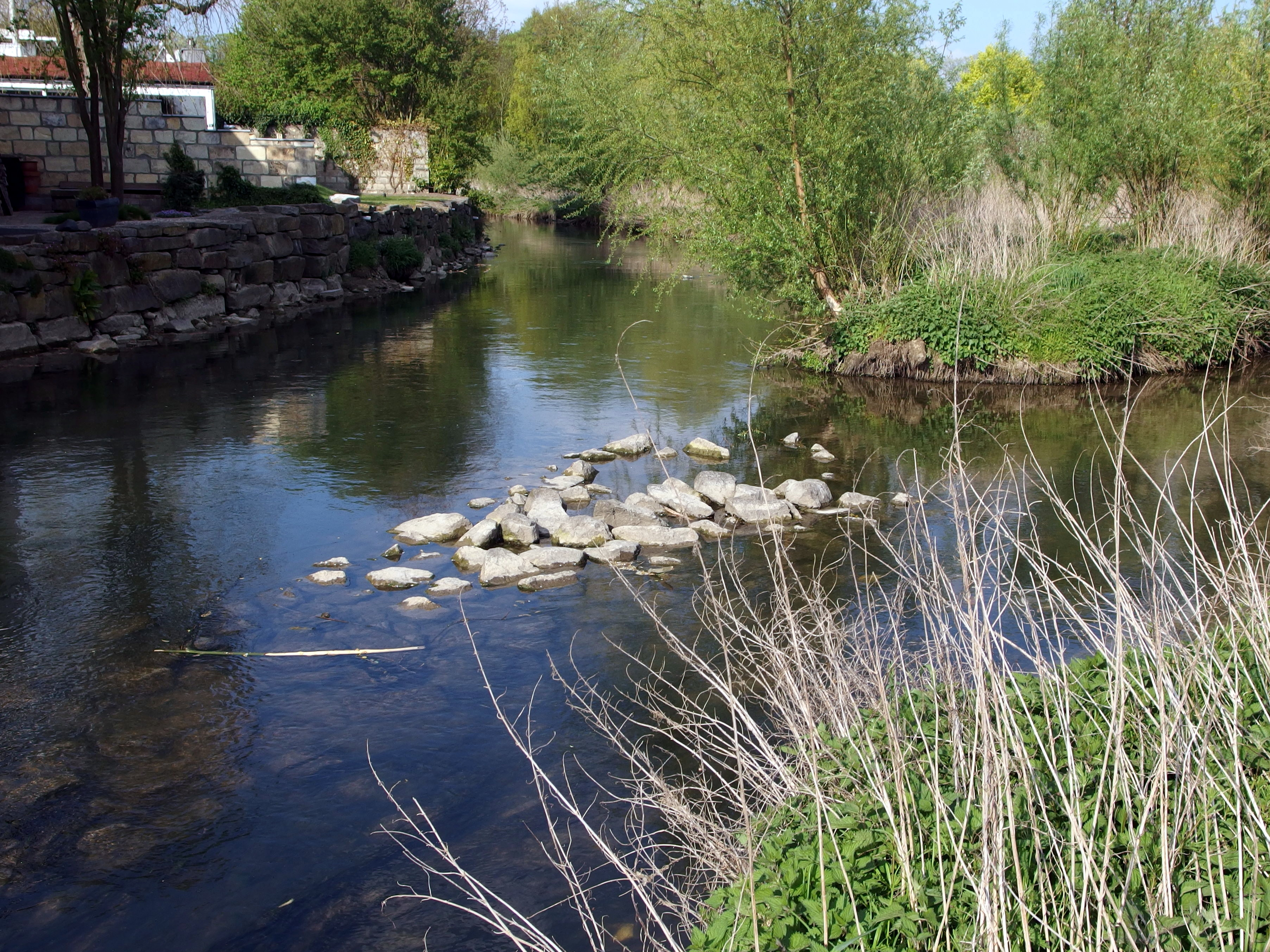
Vernieuwde Jekeroevers
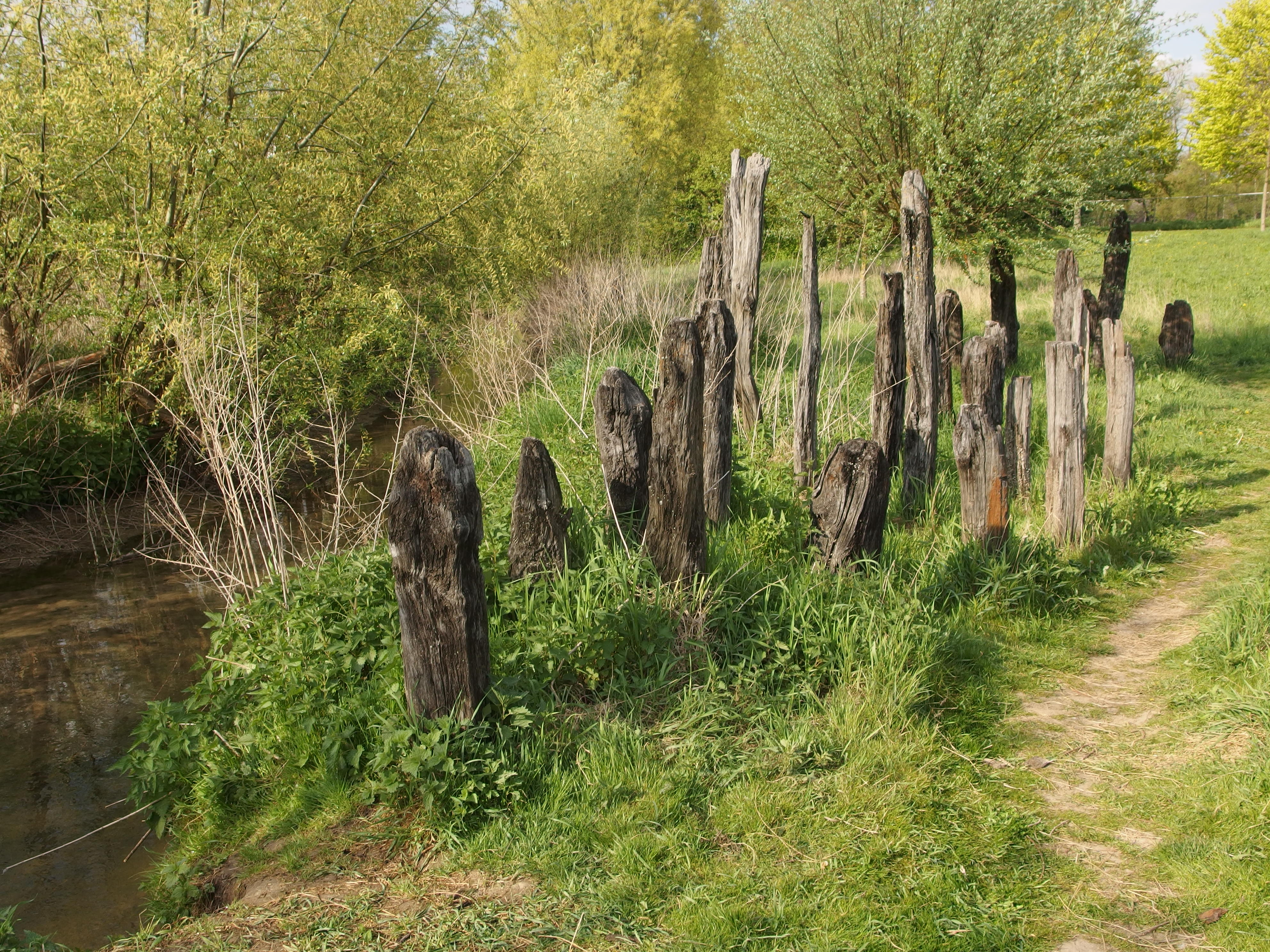
Natuurpark
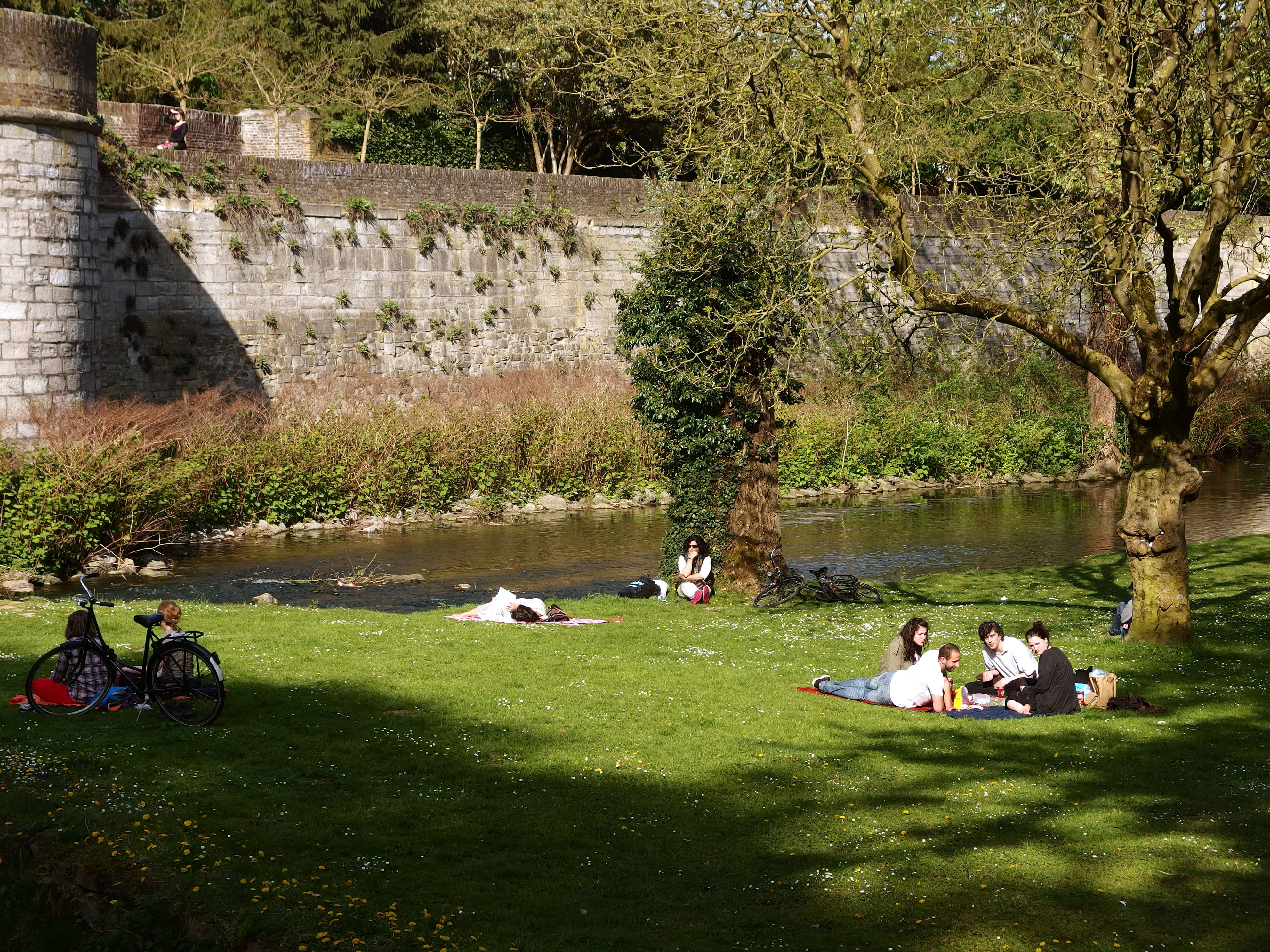
Stadspark Maastricht
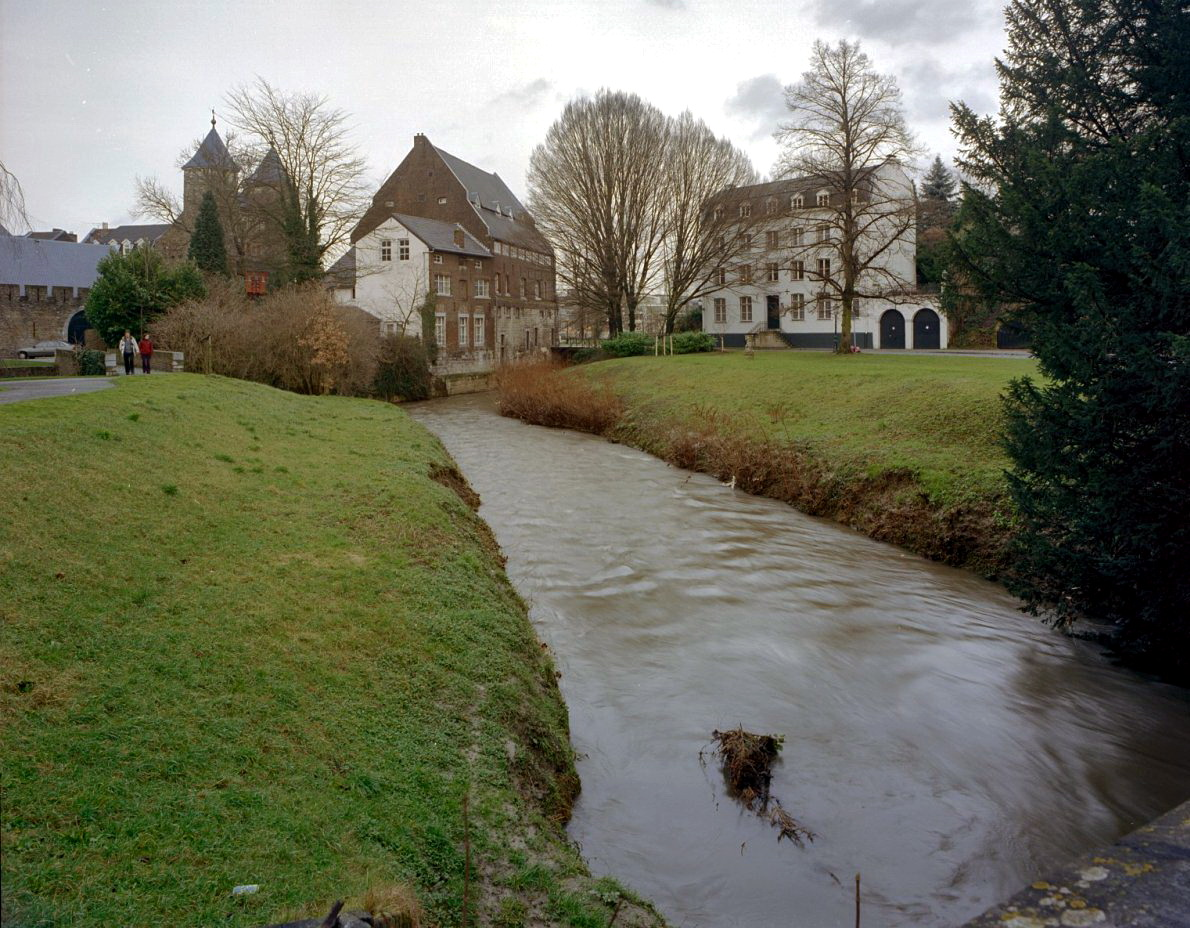
Nabij de Jekermonding